# Philippe Bach
Philippe Bach (Saanen, 1974) è un direttore d'orchestra svizzero e direttore musicale dell'Orchestra di Corte e del Teatro di Meiningen.

## Biografia
Bach è nato a Saanen, in Svizzera, ed ha studiato corno a Berna e Ginevra e ha diretto a Zurigo. Philippe Bach è stato Junior Fellow in Conducting presso il Royal Northern College of Music di Manchester e ha anche partecipato all'American Academy of Conducting all'Aspen Music Festival.
Nel 2006 Philippe ha vinto il primo premio del Concorso internazionale di direttori d'opera Lopez Cobos ed è stato nominato direttore d'orchestra del Teatro Real di Madrid.
Nel 2008 ha debuttato all'Opera di Amburgo dirigendo Hänsel e Gretel e da allora ha diretto Il flauto magico e La traviata. Al Teatro Real di Madrid ha diretto spettacoli di Madama Butterfly e Il barbiere di Siviglia.
In concerto ha diretto diverse orchestre, Orchestra della Tonhalle di Zurigo, Orchestra della Svizzera Italiana, Orquesta Sinfónica de Madrid, Südwestdeutsche Philharmonie, Hallé Orchestra, Royal Liverpool Philharmonic, Orchestre de Chambre de Lausanne, London Symphony (Discovery Scheme), London Philharmonic, Philharmonia (International Conductors’ Academy) e l'Orchestra Sinfonica di Bournemouth.
Nel dicembre 2007 Philippe Bach è stato nominato primo Kapellmeister e Stellvertretender Generalmusikdirektor (Vice direttore musicale generale) at the Teatro di Lubecca, dove ha diretto Rigoletto, Andrea Chénier, Eugene Onegin, Il trovatore, L'oro del Reno e Penthesilea di Othmar Schoeck.
Dalla stagione 2010/11 è direttore musicale di Bach al Teatro di Stato della Turingia a Meiningen e direttore dell'Orchestra di Corte di Meiningen.